# Woluzjan z Tours
Woluzjan z Tours, fr. Volusien (zm. 18 stycznia ok. 498) – biskup Tours (od 491 lub 492 do 496 lub 498), święty Kościoła katolickiego,  uznawany za męczennika.
Pochodził prawdopodobnie z Lyonu z zamożnej senatorskiej rodziny. Naukę zdobywał w cysterskim opactwie Lérins na Wyspach Leryńskich. Był żonaty z kobietą o usposobieniu cholerycznym. Spokrewniony był ze swoimi poprzednikami archidiecezji Tours, św. Eustochiusem (bp 443-460) i św. Perpetem (bp 460-490).
W czasie najazdu Merowingów, posądzony o zdradę, został wygnany. Według późniejszej tradycji zginął przez ścięcie z rąk arian na terenie Hiszpanii lub Tuluzy. Został pochowany w Foix, którego jest patronem.
Wybudowany przez świętego w mieście kościół i klasztor zostały zniszczone przez hugenotów.
Wspomnienie liturgiczne św. Woluzjana obchodzone jest w dzienną pamiątkę śmierci.
Zobacz też
- kult świętych
- męczennicy wczesnochrześcijańscy
- modlitwa za wstawiennictwem świętego
- święci i błogosławieni Kościoła katolickiego

Bibliografia
- Woluzjan z Tours na DEON.pl (SJ i Wydawnictwo WAM)
- San Volusiano di Tours - Santi Bati (wł.)
- Volusanius von Tours – Ökumenisches Heiligenlexikon (niem.)